# Saratoga (Indiana)
Saratoga – miasto w Stanach Zjednoczonych, w stanie Indiana, w hrabstwie Randolph.